# إستر جيمس
إستر جيمس (بالإنجليزية: Esther James)‏ هي عارضة نيوزيلندية، ولدت في 5 نوفمبر 1900، وتوفيت في 7 يناير 1990.